# 小寨镇 (鲁甸县)
小寨镇，是中华人民共和国云南省昭通市鲁甸县下辖的一个镇。
2012年9月22日，云南省人民政府批复同意撤销小寨乡，设立小寨镇。

## 行政区划
小寨镇下辖以下地区：
大坪村、小寨村、梨园村和赵家海村。